# Altipuerto de Peyresourde-Balestas
El Altipuerto de Peyresourde-Balestas es un altipuerto que se encuentra en Peyresourde, comuna de Germ, Mediodía-Pirineos, Francia.

## Características
Es un pequeño aeropuerto situado a 1560 m de altitud, al pie de la estación de esquí de Peyragudes. Cuenta con una sola pista de 332 m de largo con orientación 10/28.
Ninguna compañía aérea opera en este aeropuerto, que es de uso restringido.
- Datos: Q5659350
- Multimedia: Altiport de Peyresourde-Balestas / Q5659350